# 鬼無站
鬼無站（日语：／ Kinashi eki */?）是位於日本香川縣高松市鬼無町，隸屬於四國旅客鐵道（JR四國）的鐵路車站。車站編號為Y02，副站名稱為「鬼無桃太郎」，原因是地方名和日本童話傳說中的桃太郎有關連。本站設有一塊站名橫匾，稱本站為「桃太郎與盆栽之站」。本站主要停靠普通列車，另外在清晨及深夜時份，部份快速「Marine Liner」亦會停靠。

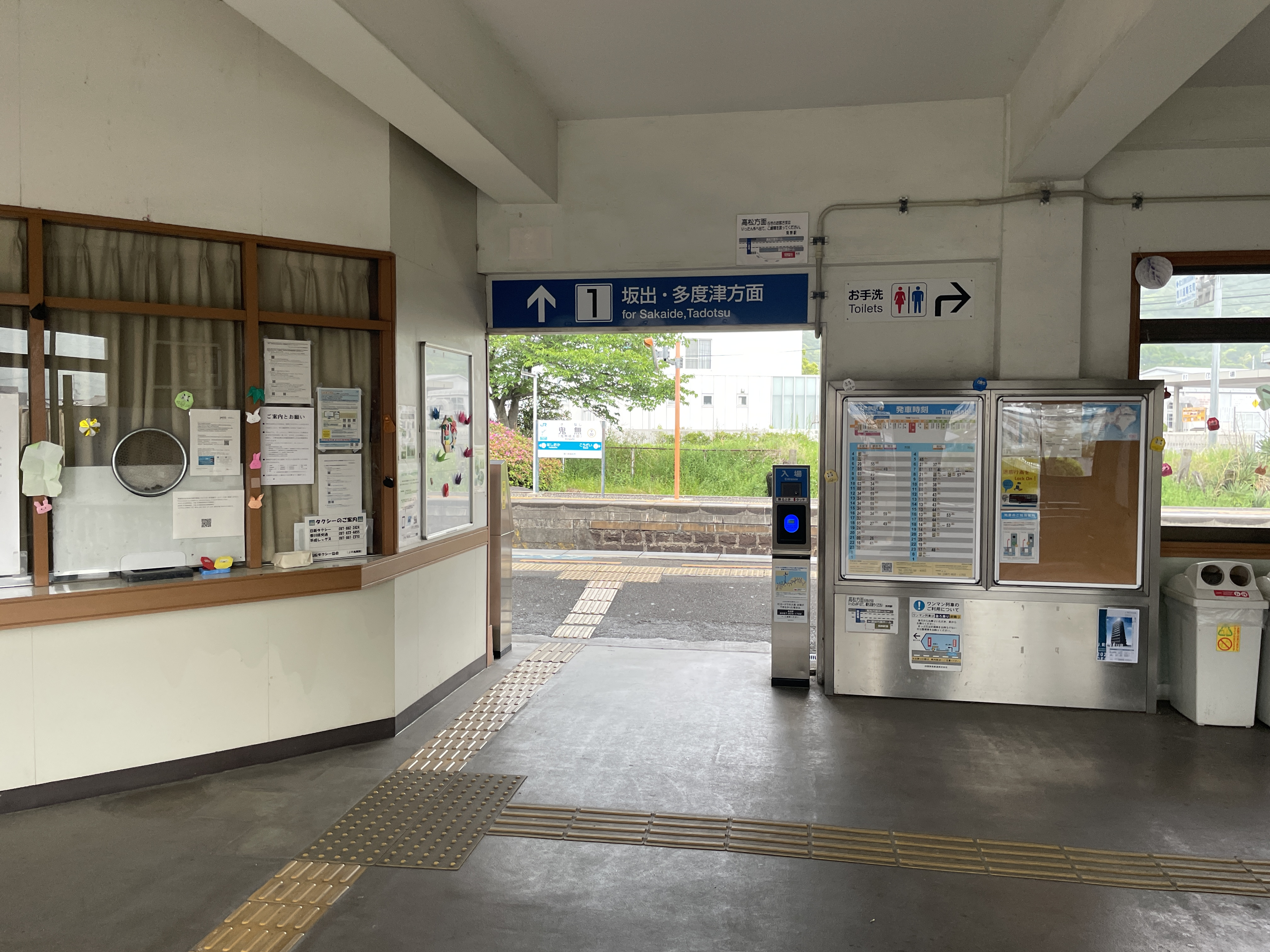
往多度津方向的驗票口(2023年5月)

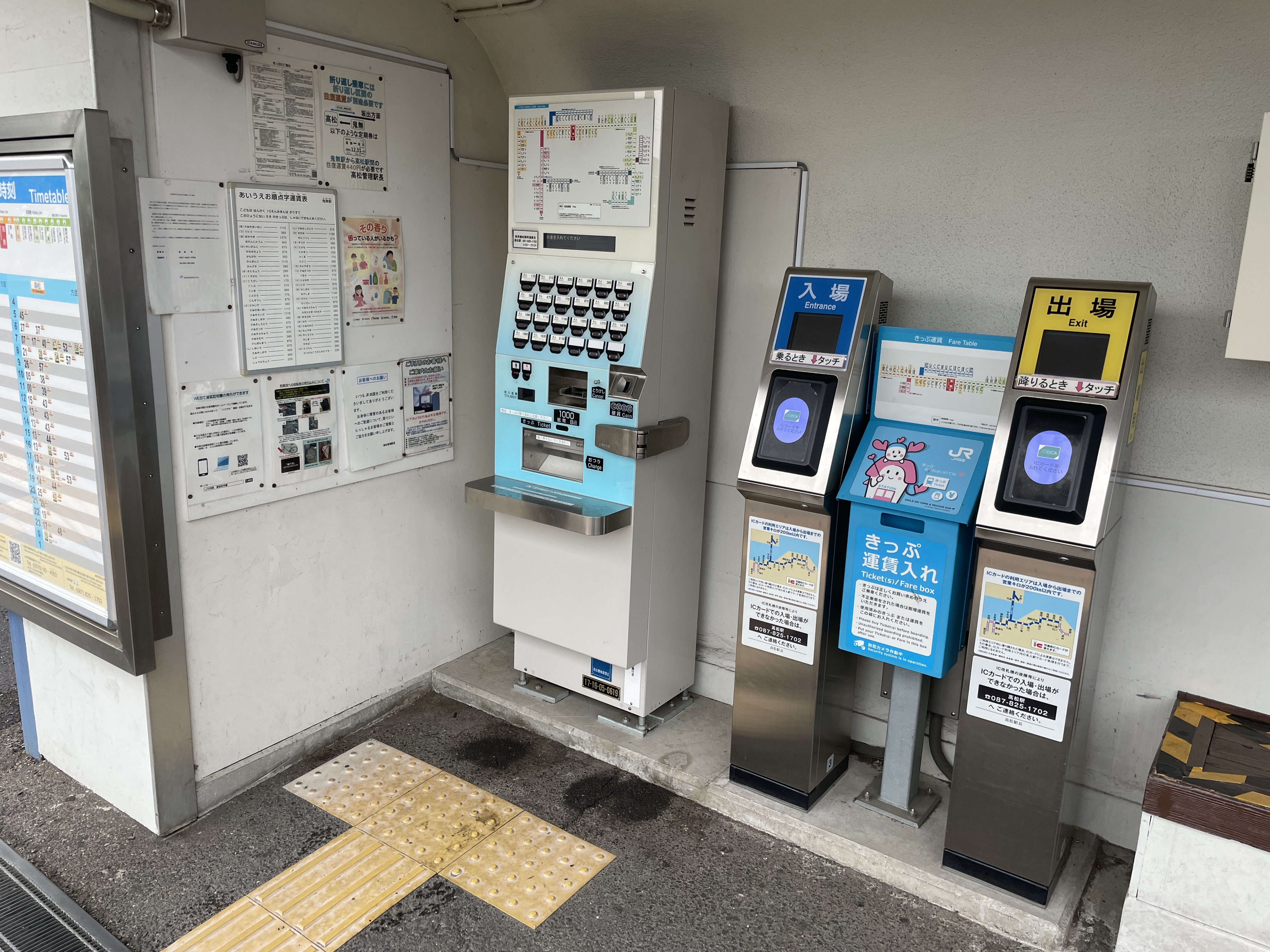
往高松方向的驗票口(2023年5月)

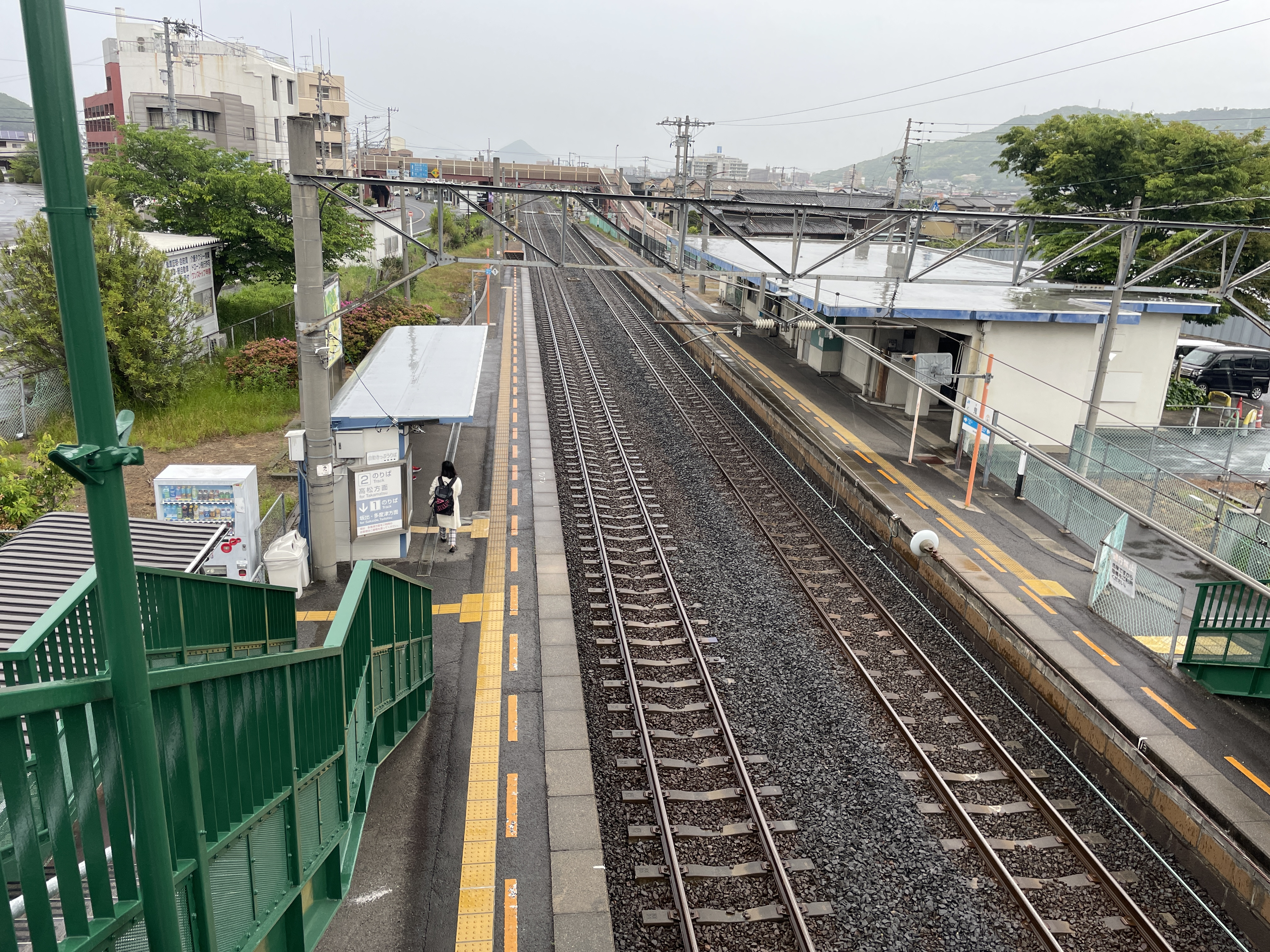
月台全景(2023年5月)

## 車站結構
此站的站房為單層木及混凝土混合而成的建築物，曾經進行翻新工程。本站現時為簡易委託站，由站內開設的中華料理餐廳派員於指定時間在售票窗口發售車票，站內的候車大廳並沒有設置自動售票機，但卻於2號月台的有蓋候車亭內設置一部自動售票機。站舍內的候車大廳則設置長凳及洗手間，另外車站外設有單車停泊處。
未進行翻新工程前，車站正門口的車站標示牌是以電玩「桃太郎電鐵」的主角模樣作為站牌，但翻新後則改用JR四國的標準車站標示牌，原有的站牌則被移除。
站內設有側式月台2個，能提供2面2線的配置。靠近站房側為1號月台，遠離月台側則為2號月台，月台間以行人天橋連接，兩邊月台均設有蓋候車區域或候車亭。月台有效長度為8輛。然而為配合「Marine Liner」的停靠，往高松方向的6輛月台長度均有加高。往端岡方向的2輛月台長度，平時皆不會使用。
2號月台上放置了由電玩公司Hudson Soft所送贈的一列「桃太郎電鐵系列」石製模型火車，並於2002年3月31日舉行揭幕儀式。另外頭端部份月台為切割型港灣式，本來亦設有側線，但現時側線已經被拆走。

### 月台配置
| 月台 | 路線    | 方向 | 目的地                   | 備註                    |
| ---- | ------- | ---- | ------------------------ | ----------------------- |
| 1    | ■予讚線 | 下行 | 多度津、觀音寺、琴平方向 | 包括■瀨戶大橋線岡山方向 |
| 2    | ■予讚線 | 上行 | 高松方向                 |                         |

## 歷史
- 1897年2月21日：隨讚岐鐵道高松－丸龜開通而設站。
- 1904年12月1日：經營權改由山陽鐵道營運。
- 1906年：鐵道國有化，成為日本國有鐵道車站。
- 1969年10月1日：貨物轉運服務中止。
- 1970年6月1日：取消貨運服務。
- 1985年3月14日：停留所化、行李託運服務中止。
- 1987年4月1日：日本國鐵分割民營化，車站的營運由JR四國繼承。
- 2014年3月1日：可以使用「ICOCA」[7]。增設對應ICOCA的簡易式出、入閘專用拍卡器。

## 使用情況
1日平均上車人次如下。
| 上車人次推移 | 上車人次推移 |
| 年度         | 1日平均人數  |
| ------------ | ------------ |
| 2008         | 729          |
| 2009         | 704          |
| 2010         | 682          |
| 2011         | 673          |
| 2012         | 655          |
| 2013         | 659          |
| 2014         | 657          |

## 相鄰車站
四国旅客鐵道（JR四國）
■予讚線（包括■瀨戶大橋線） 
■快速「Marine Liner」（早上、深夜以外）、■快速「Sunport」（早上上行、黃昏上行1班以外）
通過
■快速「Marine Liner」（只限早上、深夜）、■快速「Sunport」（早上上行、黃昏上行1班）
高松（Y00）－鬼無（Y02）－端岡（Y03）
■普通
香西（Y01）－（高松貨物總站）－鬼無（Y02）－端岡（Y03）